# Ștefan V. Episcopescu
Ștefan Vasile Episcopescu (n. 5 martie 1777, București – d. 1850) a fost un medic, terapeut și publicist român din București, spirit iluminist, întemeietor al literaturii de popularizare a medicinei din Muntenia.
Părinții săi erau Vasilie, din mahalaua Scorțarilor, și Elenca Piscupeasca, fiica lui Ștefan Piscupescul și Zmaranda.
La 1790 părinții l-au dat la învățătură la Andrei spițerul, de unde a ieșit calfă la 1797 și și-a deschis spițerie la Craiova, distrusă în incendiu. În 1800 a plecat la Viena, să studieze medicina, și s-a întors în 1805.
Între anii 1805-1817 doctorul Ștefan Vasile Episcopescu a tradus Meșteșugul doftoricesc, după manualul de practică medicală scris la 1760, în neogreacă, de medicul Ioan Adami. Traducerea se păstrează sub formă de manuscris la Biblioteca Academiei din București sub cotele ms. rom. 933, respectiv ms. rom. 484.
Pentru îmbogățirea limbajului medical cu termeni științifici, Episcopescu recomanda împrumuturile din latină și greacă, afirmând că:
„este cea mai de frunte și mai întâi îngrijire spre a i se împlini [unui neam] cuvintele ce-i lipsesc cu terminile lor din cea latină și elină, că oriunde și când s-a deșteptat un neam din cruzimea lui, cel mai întâi prințip a fost cultura limbei lui...”
La 5 aprilie 1824 domnitorul Grigore al IV-lea Ghica (1822-1828) l-a numit «doftor al poliției Bucureștilor», fiind plătit de la bugetul statului cu 100 taleri pe lună.
În anul 1824 Ștefan Vasile Episcopescu a publicat cartea Mijloace și leacuri de ocrotire a ciumei alcătuite spre ajutorul și folosul neamului românesc, care pare a fi cea mai veche publicație în limba română cu caracter medical, iar în 1829 a publicat Oglinda sănătății și a frumuseții românești.
Ștefan Episcopescu, alături de doctorii Constant Alphonse Marsilie, Nicolca Fia de la Văcărești și Nicolac Vlastos de la Plumbuita, a paticipat la campania împotriva epidemiei de holeră, care a izbucnit în România în iunie 1831, epidemie pe care au reușit să o eradicheze până în 12 septembrie 1831.
Dr. Ștefan Vasile Episcopescu a realizat cercetări serioase în domeniul zăcămintelor minerale, a lacurilor și a nămolurilor terapeutice.
Primele descrieri ale băilor Pucioasa au rămas de la medicul Ștefan Episcopescu, care consemna în 1837: "La Șerbănești sunt șase izvoare de ape minerale cu acțiuni terapeutice foarte importante".
În anul 1857 a publicat cartea „Apele metalice ale României Mari, cercetate, descrise, și însoțite cu o dietetică și macroviotică“. Este prima lucrare științifică de balneologie apărută în Țara Românească, în care doctorul Ștefan Episcopescu pledează ca bolnavii („pătimașii noștri“) să nu mai meargă pentru cură de ape minerale în străinătate, ci să-și caute sănătatea în stațiunile din Moldova și Țara Românească. Cartea a fost tipărită în tipografia pe care a înființat-o la Buzău episcopul Chesarie (nume de botez Constantin Căpățână).
În 1864 Ștefan Vasile Episcopescu a publicat cartea Practica doctorului de casă.